# 疋壇城
疋壇城（ひきだじょう）は、福井県敦賀市疋田にあった日本の城（山城）。越前の戦国大名であった朝倉氏の近江・越前国境守備の役割を担っていた。別名・塩山城（えんざんじょう）。また疋田城と表記されることもある。1954年（昭和29年）12月3日付けで福井県の史跡に指定されている。

## 概要
疋田は、古くからの交通の要衝であり、近江から越前に向かう複数の道が集合する地点となっている。主要な道として、七里半越（国道161号）、新道野越（国道8号）、深坂越、刀根越が挙げられる。軍事上も重要な地であるため、古代には三関のひとつである愛発関があったいわれ、戦国時代初期には朝倉氏により疋壇城が築かれたが、その後、織田信長との戦いを経て同城は廃城となった。現在、城跡付近は大半が畑になっているが、本丸跡、石垣、堀の遺構が残されている。

## 歴史
- 文明年間（1469 - 87年）：朝倉氏家臣の疋壇対馬守久保により築城。
  - 以後、疋壇氏は、城主として七代百余年にわたって続いた。
  - 初代 対馬守 - 2代 左衛門佐 - 3代 兵庫 - 4代 三六郎 - 5代 喜助 - 6代 駒之助 - 7代 与一郎
- 元亀元年（1570年）
  - 4月26日：織田信長による越前攻めで、金ヶ崎城・手筒山城と共に疋壇城が落城。
  - 4月27日：浅井長政の裏切りで、信長が撤退。その後、疋壇城は修復され、栂野三郎右衛門尉景仍らが布陣。
- 天正元年（1573年）
  - 8月12日：信長が二回めの越前攻略、疋壇城は再び攻め落とされた。
  - 8月13日：刀根坂の戦いで朝倉軍大敗。
  - 8月20日：一乗谷にて朝倉氏滅亡。

## 伝承
疋壇城には落城時の悲話が伝わる。刀根坂の戦いで朝倉軍は三千名以上の戦死者を出した。疋壇城で囚われの身となった家臣の鳥居与七郎の妻は、軍卒らの乱暴を受けそうになった。そこで彼女は、「私の父と夫は刀根にて戦死し、母と姉は行方不明だが生きていると思うので、私の身の上を伝えたい。その望みが叶えば御意に従う。」と言った。紙と筆を与え、書状を書き終えると、彼女は近くの古井戸に身を投げた。残した書状を見ると、「世にふれば よしなき雲ぞ おほふらん いざいりてまし 山の端の月」（自らを月にたとえ、生きてこのまま辱めを受けるなら死んでしまおう という意）とあった。軍卒らもその貞烈に涙したという。
刀根坂の戦いで戦死した武将の墓と言われるものが疋田にいくつかある。そのうちのひとつは、五位川と笙の川の合流地点の橋のたもと、国道8号沿い、山麓にある。国道工事の際、多数出てきたものということである。

## アクセス
- 北陸自動車道敦賀インターチェンジから国道8号を滋賀方面へ車で10分。JR新疋田駅 から徒歩10分。

## ギャラリー

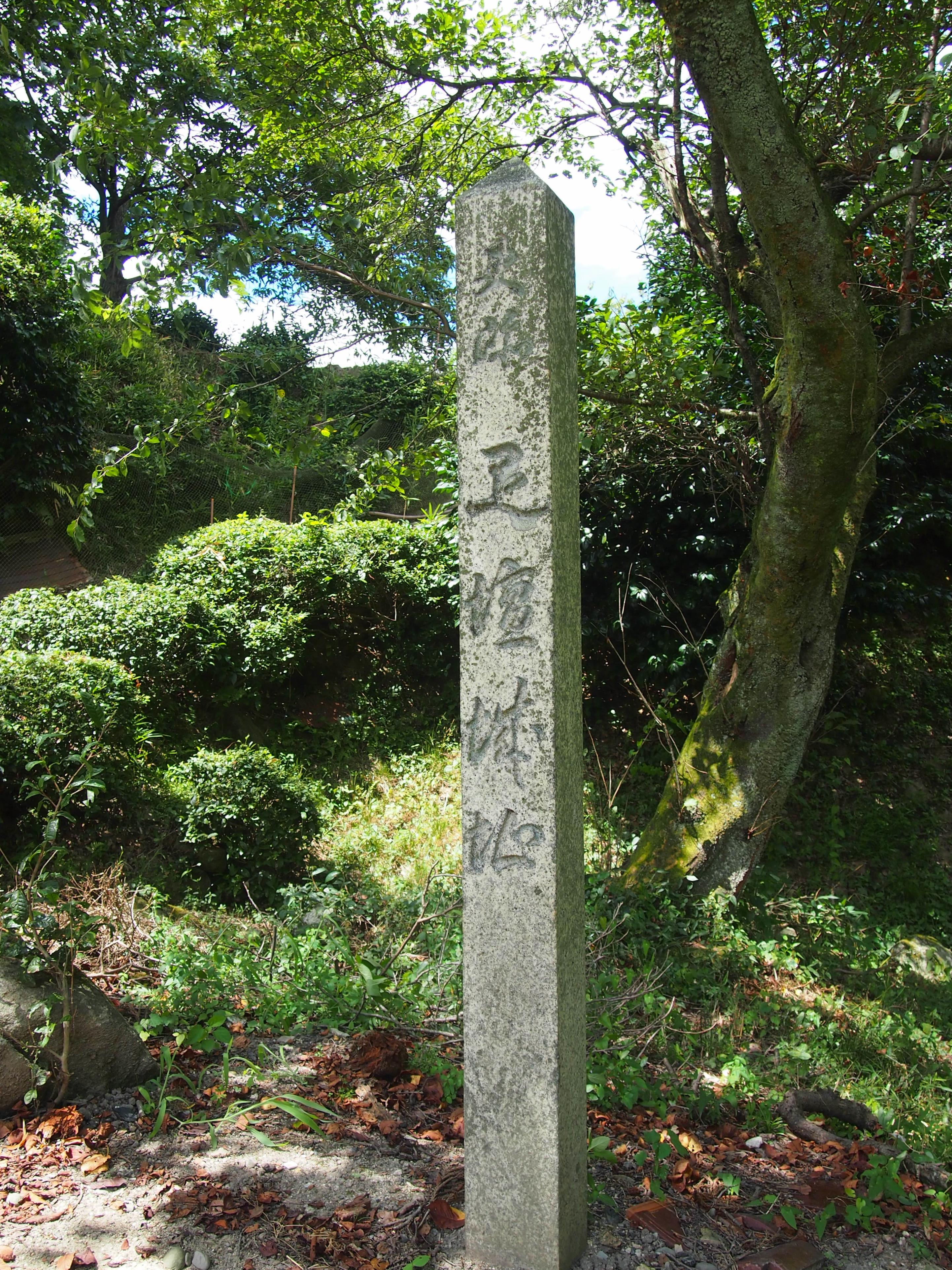
「史跡 疋壇城趾」の石碑（南側）
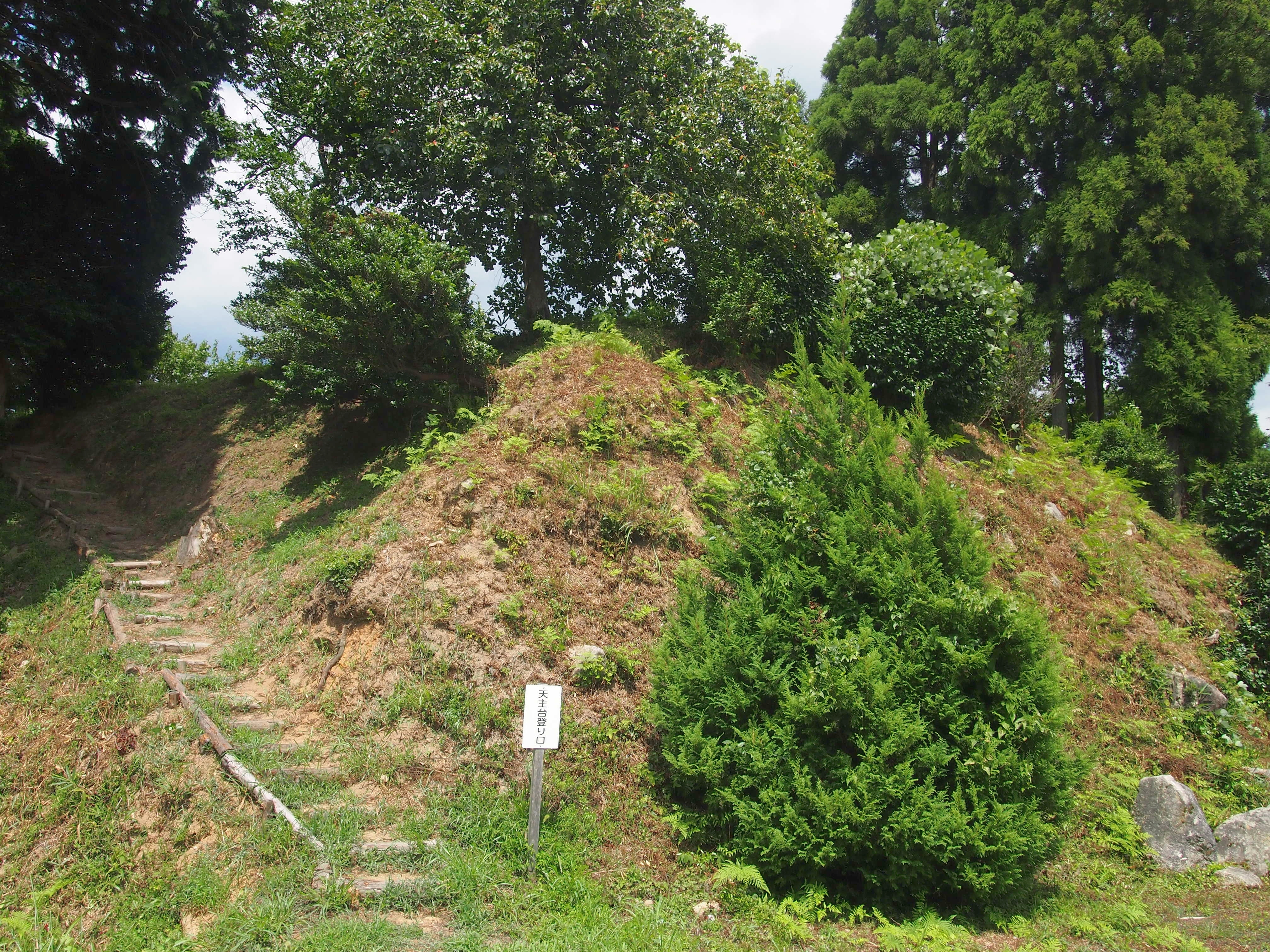
疋壇城本丸跡への階段（南西隅）
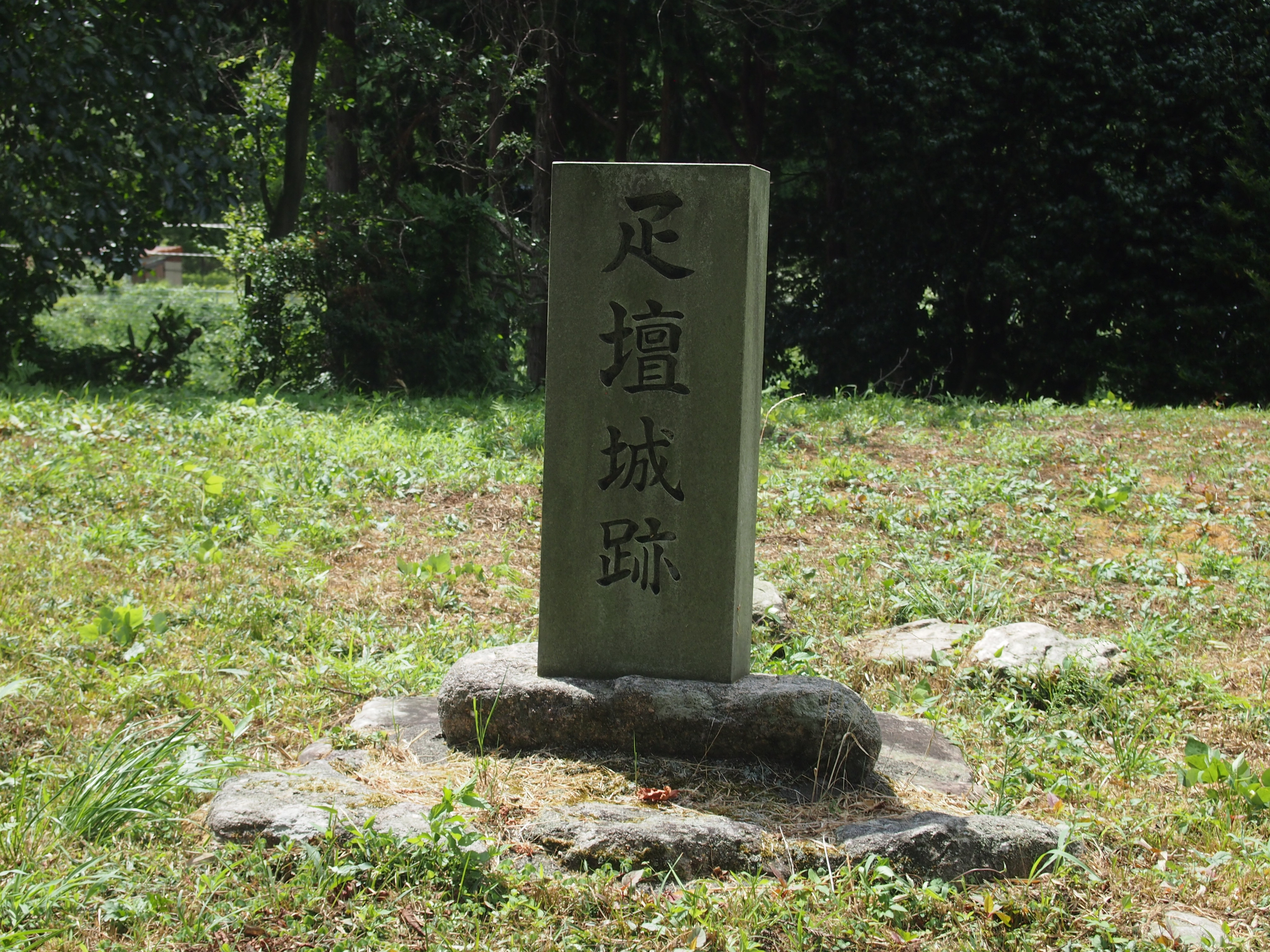
疋壇城本丸跡の石碑
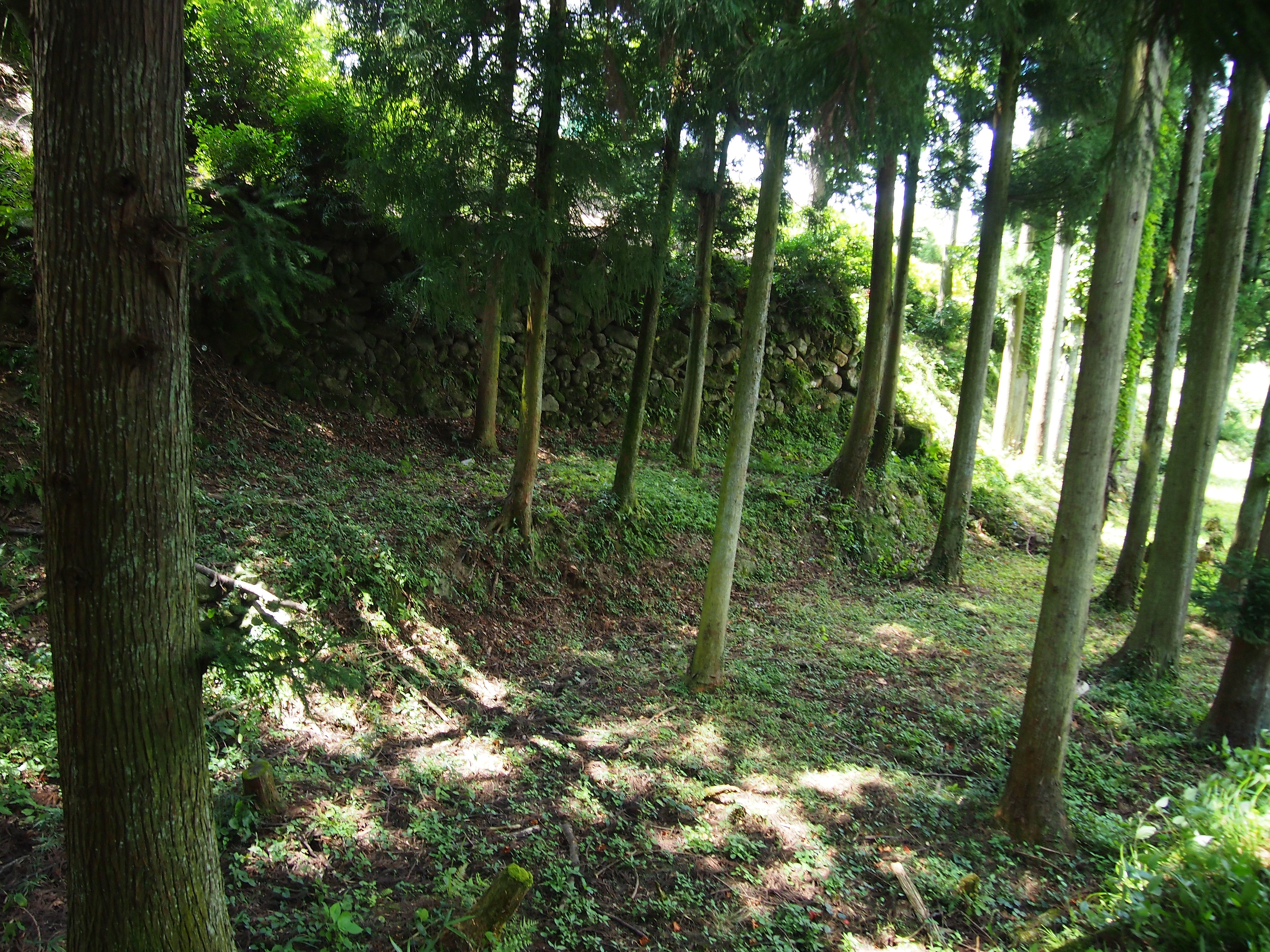
疋壇城跡の石垣と堀（東側）
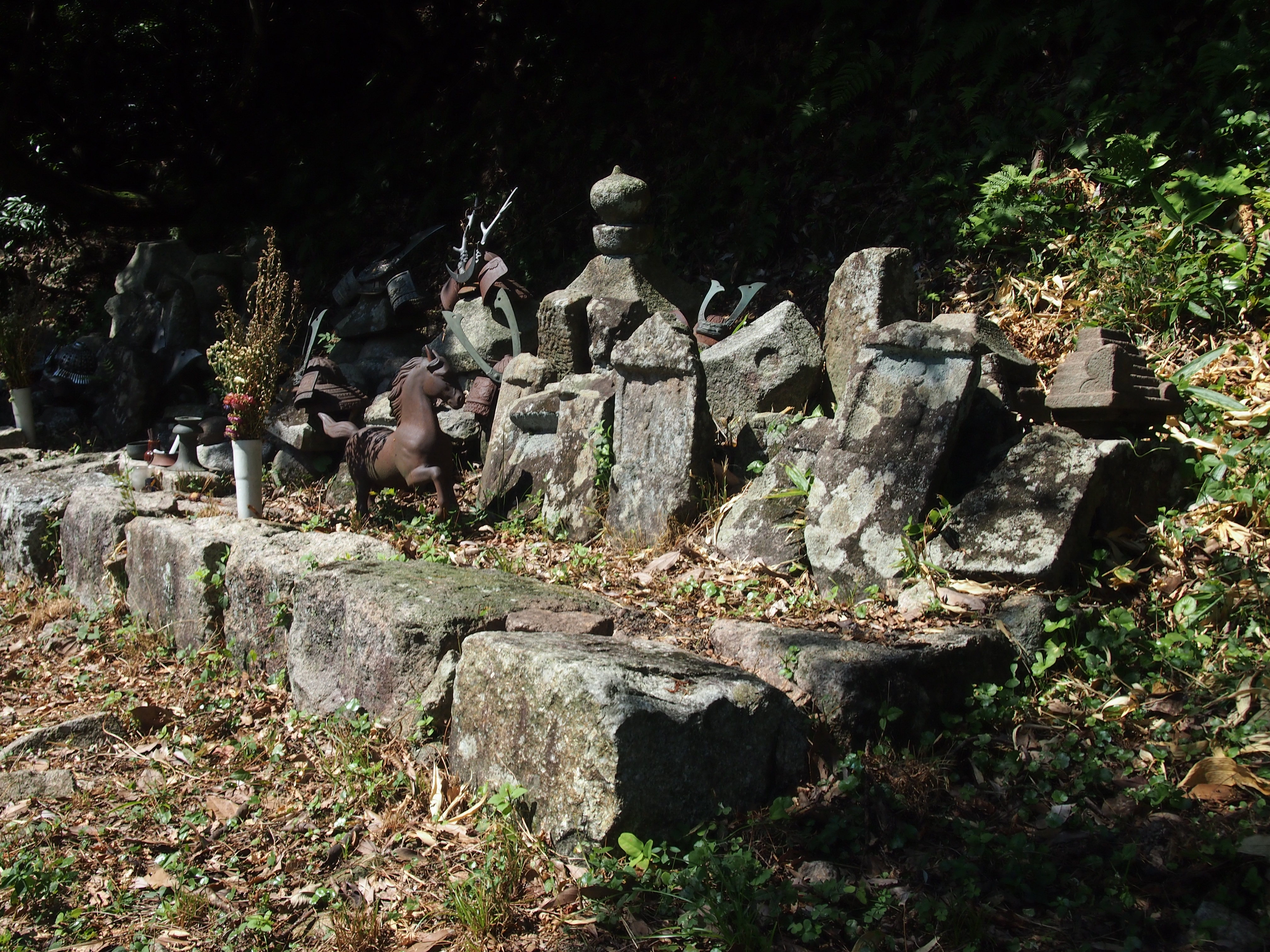
戦国武将の墓北緯35度36分8.5秒 東経136度6分5.2秒 / 北緯35.602361度 東経136.101444度